# Gustav Fröhlich
Gustav Friedrich Fröhlich (Hannover, 21 marzo 1902 – Lugano, 22 dicembre 1987) è stato un attore tedesco.
È noto principalmente per aver interpretato Freder Fredersen nel film Metropolis di Fritz Lang.

## Biografia
Gustav Fröhlich nacque a Hannover e crebbe con i genitori adottivi. Prima di diventare un attore verso la metà degli anni venti lavorò come editor e giornalista. Nel corso della prima guerra mondiale lavorò come volontario nella Bruxelles occupata come supervisore della stampa.
Nel 1922 interpretò il compositore Franz Liszt nel film Paganini e nel 1930 venne chiamato a Hollywood per interpretare le versioni tedesche di film statunitensi come Die heilige Flamme e Kismet.
Tra il 1931 e il 1935 Fröhlich fu sposato con la cantante d'opera e attrice ungherese Gitta Alpár, con la quale ebbe una figlia, Julika. Ebbe quindi una relazione con l'attrice cinematografica Lída Baarová, che durò fino a quando lei si innamorò del ministro della propaganda nazista Joseph Goebbels. Nel 1941 sposò Maria Hajek e, nello stesso, anno prestò servizio militare per la Wehrmacht nel Landschützen-Regiment.
Fröhlich iniziò ad allontanarsi gradualmente dal mondo dello spettacolo per poi ritirarsi nel 1956, anno in cui si trasferì a Lugano. Morì nel 1987, all'età di 85 anni, a causa di complicazioni derivate da un intervento chirurgico.

## Filmografia

### Attore
- De Bruut, regia di Theo Frenkel (1922)
- Paganini, regia di Heinz Goldberg (1923)
- Der Weg zum Licht, regia di Géza von Bolváry e Kurt Rosen (1923)
- Friesenblut, regia di Fred Sauer (1925)
- Schiff in Not, regia di Fred Sauer (1925)
- Die Frau mit dem schlechten Ruf, regia di Benjamin Christensen (1925)
- Die Frau die nicht nein sagen kann, regia di Fred Sauer (1926)
- Metropolis, regia di Fritz Lang (1927)
- Die leichte Isabell, regia di Eddy Busch e Arthur Wellin (1927)
- Eva und der Grashüpfer o *Jugendrausch, regia di Georg Asagaroff, Władysław Starewicz (1927)
- Matrimonio in pericolo (Ihr letztes Liebesabenteuer), regia di Max Reichmann (1927)
- Gehetzte Frauen, regia di Richard Oswald (1927)
- Der Meister von Nürnberg, regia di Ludwig Berger (1927)
- Die elf Teufel, regia di Zoltán Korda e Carl Boese (1927)
- Schwere Jungs - leichte Mädchen, regia di Carl Boese (1927)
- Die Pflicht zu schweigen, regia di Carl Wilhelm (1928)
- Jahrmarkt des Lebens, regia di Béla Balogh (1928)
- Der Fremdenlegionär, regia di James Bauer (1928)
- Angst - Die schwache Stunde einer Frau, regia di Hans Steinhoff (1928)
- Heimkehr, regia di Joe May (1928)
- Die Rothausgasse, regia di Richard Oswald (1928)
- Cinque settimane all'altro mondo (Hurrah! Ich lebe!), regia di Wilhelm Thiele (1928)
- Das Brennende Herz, regia di Ludwig Berger (1929)
- Asfalto (Asphalt), regia di Joe May (1929)
- Alto tradimento (Hochverrat), regia di Johannes Meyer (1929)
- L'immortale vagabondo (Der Unsterbliche Lump), regia di Gustav Ucicky, Joe May (1930)
- L'incendio dell'opera (Brand in der Oper), regia di Carl Froelich (1930)
- Zwei Menschen, regia di Erich Waschneck (1930)
- Kismet, regia di William Dieterle (1931)
- Liebeslied, regia di Constantin J. David (1931)
- Istruttoria (Voruntersuchung), regia di Robert Siodmak (1931)
- Die heilige Flamme, regia di Wilhelm Dieterle, Wilhelm Dieterle (1931)
- Il fascino dello spazio (Gloria), regia di Hans Behrendt (1931)
- So lang' noch ein Walzer vom Strauß erklingt, regia di Conrad Wiene (1931)
- I cadetti di Vienna (Liebeskommando), regia di Géza von Bolváry (1931)
- Mein Leopold, regia di Hans Steinhoff (1931)
- Sang viennois, regia di Conrad Wiene (1931)
- Sotto falsa bandiera (Unter falscher Flagge), regia di Johannes Meyer (1932)
- La ditta innamorata (Die verliebte Firma), regia di Max Ophüls (1932)
- Gitta entdeckt ihr Herz, regia di Carl Froelich (1932)
- Un bacio e una canzone (Ein Lied, ein Kuß, ein Mädel), regia di Géza von Bolváry (1932)
- Don Giovanni in tuta (Ich will nicht wissen, wer du bist), regia di Géza von Bolváry (1932)
- Ein Mann mit Herz, regia di Géza von Bolváry (1932)
- Gardez le sourire, regia di Pál Fejös e René Sti (1932)
- Was Frauen träumen, regia di Géza von Bolváry (1933)
- Notte d'amore sul Bosforo (Die Nacht der großen Liebe), regia di Géza von Bolváry (1933)
- Viva la vita (Sonnenstrahl), regia di Pál Fejös (1933)
- Rund um eine Million, regia di Max Neufeld (1933)
- Rakoczy-Marsch, regia di Gustav Fröhlich e Steve Sekely (come Stefan Szekely) (1934)
- L'evaso di Chicago (Der Flüchtling aus Chicago), regia di Johannes Meyer (1934)
- Un'avventura in Polonia (Abenteuer eines jungen Herrn in Polen), regia di Gustav Fröhlich (1934)
- Il poliziotto Schwenke (Oberwachtmeister Schwenke), regia di Carl Froelich (1935)
- Barcarola, regia di Gerhard Lamprecht (1935)
- Notte di carnevale (Nacht der Verwandlung), regia di Hans Deppe (1935)
- Stradivari, regia di Géza von Bolváry (1935)
- Quel diavolo d'uomo (Leutnant Bobby, der Teufelskerl), regia di Georg Jacoby (1935)
- La donna del mio cuore (Liebesleute), regia di Erich Waschneck (1935)
- Es flüstert die Liebe, regia di Géza von Bolváry (1935)
- Una notte d'amore sul Bosforo (Die Entführung), regia di Géza von Bolváry (1936)
- Die unmögliche Frau, regia di Johannes Meyer (1936)
- Die Stunde der Versuchung, regia di Paul Wegener (1936)
- Inkognito, regia di Richard Schneider-Edenkoben (1936)
- Oro nero (Stadt Anatol), regia di Viktor Tourjansky (1936)
- Gleisdreieck, regia di Robert A. Stemmle (1937)
- Alarm in Peking, regia di Herbert Selpin (1937)
- Gabriele: eins, zwei, drei, regia di Rolf Hansen (1937)
- Il piccolo e grande amore (Die Kleine und die große Liebe), regia di Josef von Báky (1938)
- Frau Sixta, regia di Gustav Ucicky (1938)
- Spie all'equatore (In geheimer Mission), regia di Jürgen von Alten (1938)
- Renate im Quartett, regia di Paul Verhoeven (1939)
- Allarme al n 3 (Alarm auf Station III), regia di Philipp Lothar Mayring (1939)
- Adieu Vienne, regia di Jacques Séverac (1939)
- Il segretario privato (Ihr Privatsekretär), regia di Charles Klein (1940)
- Alles Schwindel, regia di Bernd Hofmann (1940)
- Un cuore '900 (Herz - modern möbliert), regia di Theo Lingen (1940)
- Herz geht vor Anker, regia di Joe Stöckel (1940)
- Clarissa, regia di Gerhard Lamprecht (1941)
- Sei giorni di licenza (Sechs Tage Heimaturlaub)
- Il grande re (Der grosse König), regia di Veit Harlan (1942)
- Mit den Augen einer Frau, regia di Karl Georg Külb (1942)
- Tolle Nacht, regia di Theo Lingen (1943)
- Familie Buchholz, regia di Carl Froelich (1944)
- Neigungsehe, regia di Carl Froelich (1944)
- Il bolide d'argento (Der Große Preis), regia di Karl Anton (1944)
- Das Konzert, regia di Paul Verhoeven (1944)
- Sag' die Wahrheit, regia di Helmut Weiß (1946)
- Wege im Zwielicht, regia di Gustav Fröhlich (1948)
- Das verlorene Gesicht, regia di Kurt Hoffmann (1948)
- Eine alltägliche Geschichte, regia di Günther Rittau (1948)
- Diese Nacht vergess ich nie, regia di Johannes Meyer (1949)
- Der große Fall, regia di Karl Anton (1949)
- Dieser Mann gehört mir, regia di Paul Verhoeven (1950)
- Die Sünderin, regia di Willi Forst (1951)
- Stips, regia di Carl Froelich (1951)
- Sfida alla morte (Torreani), regia di Gustav Fröhlich (1951)
- Abenteuer in Wien, regia di Emil E. Reinert (1952
- Haus des Lebens, regia di Karl Hartl (1952)
- Ehe für eine Nacht, regia di Viktor Tourjansky (1953)
- Von Liebe reden wir später, regia di Karl Anton (1953)
- Die kleine Stadt will schlafen gehen
- Rosen aus dem Süden, regia di Franz Antel (1954)
- Ball der Nationen, regia di Karl Ritter (1954)
- Der erste Frühlingstag, regia di Helmut Weiss (1956)
- Vergiß wenn Du kannst, regia di Hans H. König (1956)
- ...und keiner schämte sich, regia di Hans Schott-Schöbinger (1960)

### Regista (parziale)
- Rakoczy-Marsch (1933)
- Un'avventura in Polonia (Abenteuer eines jungen Herrn in Polen) (1934)
- Leb' wohl, Christina (1945)
- Seine Tochter ist der Peter (1955)

### Sceneggiatore (parziale)
- Seine Tochter ist der Peter, regia di Gustav Fröhlich (1955)